# Jackson Square (La Nouvelle-Orléans)
Pour les articles homonymes, voir Jackson Square.
Jackson Square (litt. en français : « Carré Jackson »), anciennement appelé Place d'Armes, est un parc historique du Vieux Carré de La Nouvelle-Orléans, en Louisiane. Il a été déclaré National Historic Landmark en 1960.

## Conception
Jackson Square a été conçu sur le modèle de la place des Vosges, à Paris, originellement par l'architecte et paysagiste Louis H. Pilié au milieu du XIXe siècle. Les travaux furent financés par la baronne de Pontalba qui établit un plan de reconstruction pour la rénovation de la place et des bâtiments attenants.
Le portail d'entrée et la clôture furent fabriqués par les frères Pelanne en 1851 et la statue équestre par Clark Mills en 1856.

## Histoire
À l'origine, la Place d'Armes constitue le centre de La Nouvelle-Orléans et de son plan en damier, imaginé par Adrien de Pauger en 1721. Elle servait alors aussi de place du marché et de lieu d'exécution pour les condamnés. 
Lors de l'occupation espagnole de 1762 à 1801, elle conserve son rôle et sera nommée La Plaza de Armas. En 1803, après le rachat de la Louisiane, ce fut sur la place que fut pour la première fois hissée la bannière étoilée dans tout l'état.
Après la bataille de La Nouvelle-Orléans, fin 1814, début 1815, la Place d'Armes est renommée Jackson Square, en hommage au général Andrew Jackson. Au centre du parc se dresse une statue équestre du général Andrew Jackson, une des trois statues réalisées aux États-Unis par le sculpteur Clark Mills.
À l'origine, la Place d'Armes offrait une vue sur le Mississippi par Decatur Street, avant que l'élévation de grandes digues au XIXe siècle en masqua la vue.

## Description
Sur les façades nord et sud du parc, se situent les bâtiments de Pontalba, construits en même temps que le parc par la baronne du même nom. La cathédrale Saint-Louis de la Nouvelle-Orléans lui fait face à l'ouest. Le fleuve Mississippi, dissimulé par la digue, s'écoule à l'est.
Tout le parc est entouré d'une haute grille en fer de lance et quatre portes en permettent l'accès.
Au centre se trouve la statue équestre en bronze du général Andrew Jackson, marquée depuis 1862 sur son socle par la phrase The Union must and shall be preserved.

Le lieu accueille une végétation importante, faite de palmiers, camélias, azalées et magnolias.

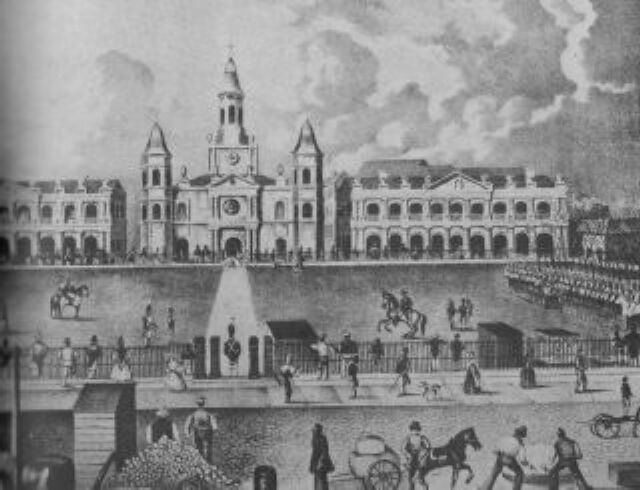
La place d'Armes et la cathédrale Saint-Louis en 1845.
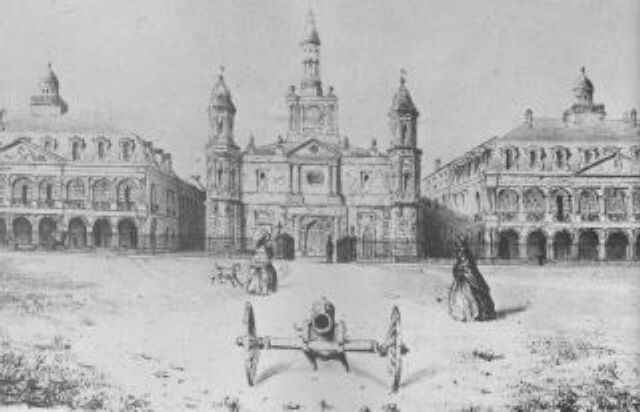
La place d'Armes (Jackson Square) de La Nouvelle-Orléans en 1849.